# Эпоха князей

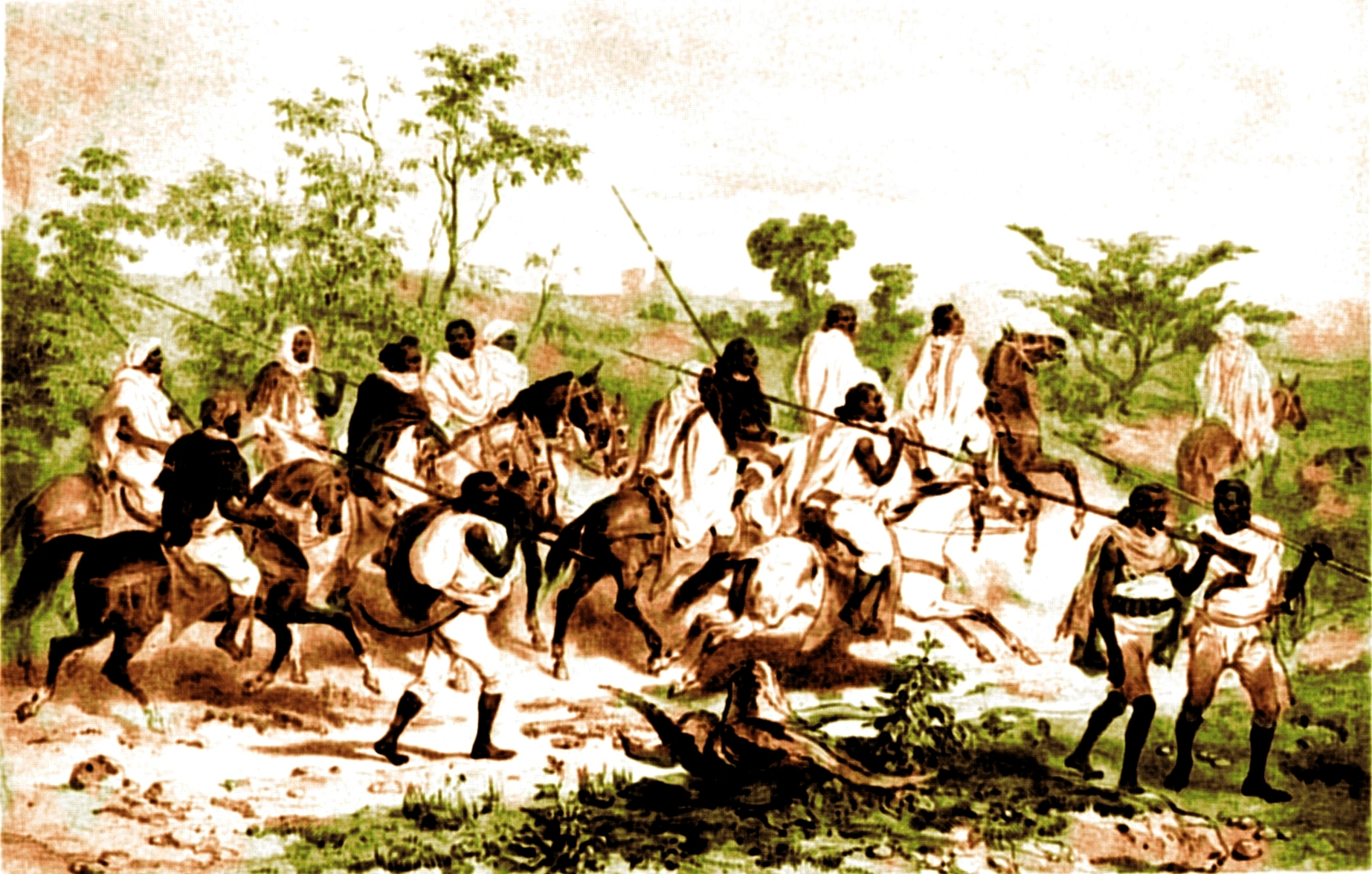
Эфиопские воины «эпохи князей».

Земане Месафинт (амх. ዘመነ መሳፍንት, букв. «Эпоха князей») — период феодальной раздробленности в истории Эфиопии, длившийся с 1769 по 1855 год. В данный период страна была фактически разделена между множеством военачальников, а власть императора была в значительной степени номинальной и ограничивалась территорией вокруг столицы, Гондэра. В этот период также было обострено противостояние между Эфиопской православной церковью и мусульманскими эфиопскими территориями, что часто использовалось как предлог для локальных войн между феодалами.
Началом периода Земане Месафинт считается 7 мая 1769 года, когда рас Микаэль Секул сверг императора Иоаса, окончанием — сокрушение наиболее могущественных феодалов и формальное воссоединение империи, завершившееся коронацией императора Теодроса II, произошедшей 11 февраля 1855 года.
Датировка периода достаточно условна: период с 1769 по 1855 год принят в основном в западной исторической науке, в то время как в эфиопской историографии, как правило, периодом «эпохи князей» считаются 1786—1853 годы.